# Zwartkeelboomtimalia
De zwartkeelboomtimalia (Stachyris nigricollis) is een boomtimalia uit het geslacht Stachyris en de familie Timalia's (Timaliidae). De vogel komt voor in gedeeltelijk uitgekapt regenwoud in het westen van de Indische Archipel. De vogel werd in 1836 door Coenraad Jacob Temminck beschreven als Timalia nigricollis.

## Herkenning
De zwartkeelboomtimalia is 16 cm lang. Opvallende kenmerken aan deze boomtimalia zijn de roodbruine rug, de grijze buik en zwarte keel en bovenste deel van de borst, duidelijk afgegrensd met witte streepjes. Verder op de kop een duidelijke witte wenkbrauwstreep en een witte baardstreep (onder de snavel).

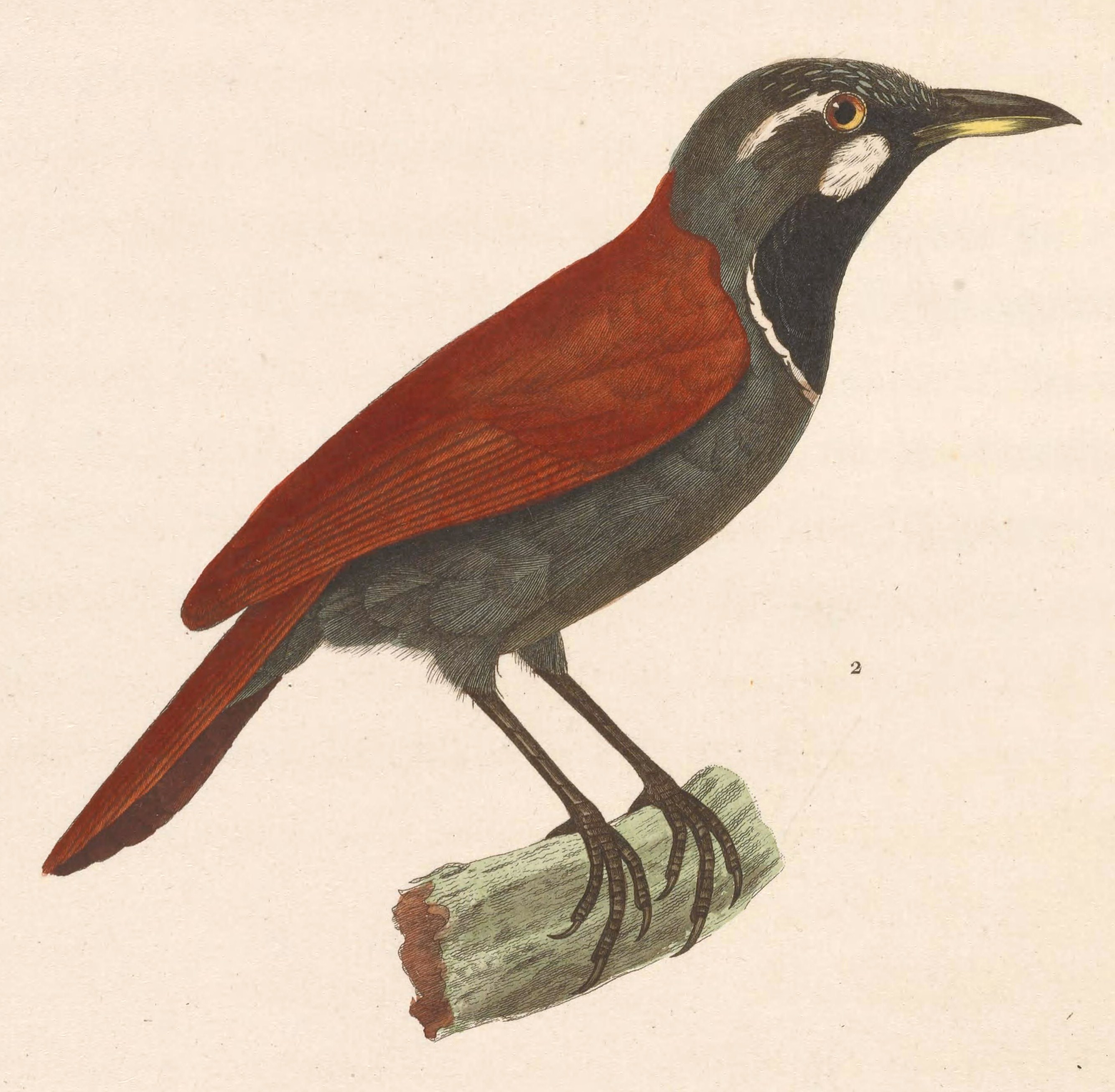
Afbeelding bij de eerste beschrijving uit 1836

## Verspreiding en leefgebied
De zwartkeelboomtimalia heeft een versnipperd verspreidingsgebied over het schiereiland Malakka, Sumatra en Borneo. De vogel komt voor in licht aangetast laagland tropisch regenwoud en moerasbos met een voorkeur voor bos met ondergroei tot hoogstens 1000 m boven de zeespiegel.

## Status
De zwartkeelboomtimalia heeft een sterk versnipperd verspreidingsgebied en daardoor is er de kans op de status kwetsbaar (voor uitsterven). De grootte van de populatie is niet gekwantificeerd. De zwartkeelboomtimalia is op Borneo plaatselijk in geschikt habitat nog algemeen, maar het leefgebied wordt bedreigd door houtkap, bosbranden en omzetting van bos in agrarisch gebied. Om deze redenen staat deze boomtimalia als gevoelig op de Rode Lijst van de IUCN.